# Alcazaba (twierdza)
Alcazaba – twierdza na terenie miasta Almería w Hiszpanii. Budowa twierdzy rozpoczęła się w 955 r. z inicjatywy emira Kordoby Abda ar-Rahmana III.

## Historia
W X w. Andaluzja wchodziła w skład Emiratu Kordobańskiego. W 955 r. emir Kordoby Abd ar-Rahman III nakazał zbudować twierdzę w okolicach miasta Almería w Andaluzji na Wzgórzu Świętego Krzysztofa. Almería była ważnym miastem portowym, które umożliwiało Kordobie handel z państwami Afryki oraz Bliskiego Wschodu. Twierdza Alcazaba znajdowała się na wzgórzu, dzięki czemu mogła ostrzegać mieszkańców miasta przed atakami z morza. Dodatkowo chroniła miasto przed zagrożeniami od strony lądu. Z murów fortecy wysyłano sygnały do statków wpływających do portu, poprzez odbijanie promieni słonecznych. W 1487 r. trzęsienie ziemi spowodowało zniszczenia w fortecy. W wyniku rekonkwisty Hiszpania weszła pod panowanie katolickie. Twierdza Alcazaba wraz z miastem Almeríą była jednym z najdłużej utrzymujących się punktów obrony Maurów. Miasto zostało zdobyte w 1487 r. w wyniku oblężenia. Królowie katoliccy zdecydowali się na odbudowanie Alcazaby. W latach 1490–1534 prowadzone były prace, mające na celu jej odbudowę oraz rozbudowę. W tym okresie zbudowano trzy baszty: Torre del Homenaje, Torre de la Pólvora oraz Torre de la Noria.

## Założenie architektoniczne
Powierzchnia budowli wynosi 37 tys. m². Twierdza ma trzy pierścienie murów. Za pierwszym znajdowały się obozy wojskowe oraz budynki rzemieślnicze, natomiast za drugim pałacowa część kompleksu. W jej skład wchodził meczet, ogrody oraz łaźnie. Znajduje się tam również wieża Torre de la Vela, gdzie został zamontowany dzwon, mający ostrzegać mieszczan przed atakami. Trzeci pierścień murów znajduje się w najwyższym punkcie wzgórza. Został wybudowany za czasów panowania chrześcijan w Alcazabie. Do wewnętrznej części fortecy prowadzi brama Torre de los Espejos.